# Abra Kadavar
Abra Kadavar é o segundo álbum de estúdio da banda germânica de Hard Rock Kadavar. Que foi lançado pela gravadora independente Nuclear Blast em 12 de Abril de 2013.
Durante as gravações, Simon "Dragon" Bouteloup substituiu o baixista original, Philipp "Mammut" Lippitz, da banda. Bouteloup tocou nas últimas duas faixas do álbum.
O álbum consiste de 9 faixas, todas compostas por Kadavar, incluindo a faixa bônus "The Man I Shot".

## Faixas
Todas as músicas foram compostas pelos membros originais da banda.
1. "Come Back Life"
2. "Doomsday Machine"
3. "Eye of The Storm"
4. "Black Snake"
5. "Dust"
6. "Fire"
7. "Liquid Dream"
8. "Rythm for Endless Minds"
9. "Abra Kadabra"
10. "The Man I Shot" (faixa bônus)

## Colaboração
- Christoph Lindemann – Vocais, guitarra elétrica, sintetizadores;
- Philipp Lippitz – Baixo (das faixas de 1 a 7);
- Christoph Bartelt - Bateria, percussão, órgão, segunda voz, produção, engenharia, mixagem, masterização;
- Simon Bouteloup - Baixo (Faixas de 8-10).

Adicional
- Upneet Neetu Bains - Fotografia;
- Joe Dilworth - Fotografia;
- Nathini Erber - Fotografia.[3]